# Laurent Paganelli
Laurent Paganelli, né le 20 octobre 1962 à Aubenas (Ardèche), est un footballeur français jouant au poste d'attaquant, devenu journaliste sportif spécialisé dans le football et officiant comme consultant à la télévision pour Canal+ depuis 1997.

## Biographie

### Footballeur
Laurent Paganelli naît à Aubenas, le troisième de quatre fils, et grandit en Avignon où il s'essaie au rugby avant de se mettre au football, à la section foot de la Maison des jeunes et de la culture d'Avignon, et surtout dans la rue.
Surnommé « Tom Pouce », « Le petit Mozart » ou encore « Paga », il se fait remarquer à l'occasion de sa participation au Tournoi de Montaigu, en 1978, à l'issue duquel l'AS Saint-Étienne lui propose un contrat.
Le 25 août 1978, à quinze ans, dix mois et cinq jours, il débute avec les « Verts » en entrant à la pause au Parc des Princes face au PSG, à la place de Dominique Rocheteau blessé. Il est l'un des plus jeunes joueurs de Division 1, après Kalman Gerencseri entré en 1960 à 15 ans, 7 mois et 12 jours. Mais Paganelli devra attendre un an et demi avant de rejouer régulièrement en pro. 
De très grands espoirs sont alors placés sur lui. International juniors puis espoirs, il est champion de France avec Saint-Étienne en 1981 en jouant une grande partie de la saison mais l'entraîneur Robert Herbin l'écarte de l'équipe à partir du mois de mars sans explications, ce qu'il vit difficilement. 
Après l'affaire de la caisse noire, il doit quitter le Forez en 1983 pour le SC Toulon. En 1988, il rejoint le FC Grenoble en D2, puis l'année suivante l'Olympique avignonnais en Troisième Division, où il joue deux saisons en amateur.
Il travaille ensuite pendant quatre ans comme éducateur spécialisé à la MJC d'Avignon, s'occupant de jeunes délinquants.

### Journalisme sportif
Laurent Paganelli est depuis décembre 1997 l'homme de terrain de Canal+ à l'occasion des grandes affiches de football diffusées par la chaîne cryptée.
Il prête sa voix de commentateur dans la série de jeux vidéo de football FIFA produits par Electronic Arts avec Hervé Mathoux. À l'automne 2007, il prête pour la première fois sa voix à la célèbre saga du jeu de foot virtuel Pro Evolution Soccer. Il est accompagné de Christian Jeanpierre.
Le 4 décembre 2007, il rejoint Laurent Ruquier sur Europe 1 afin de participer à l'émission On va s'gêner.
Il s'engage en mai 2008 dans les élections municipales à Avignon sur la liste du maire UMP Marie-Josée Roig et est élu au conseil municipal.
En 2008-2009, une rubrique lui est consacrée dans l'émission de Canal+ consacrée au football Canal Football Club : « Le défi de Paga ». Chaque dimanche soir et en direct depuis un stade de Ligue 1, il doit réaliser un défi insolite.
Le 24 avril 2009, il crée l’événement sur le plateau du Grand Journal de Michel Denisot, qui le lança à l'antenne sur Canal+, en se mettant intégralement nu lors de la promotion de son livre après l'avoir fait quelques minutes plus tôt dans l'émission Fabulous sport de Darren Tulett.
Il est le parrain de la première section sports (2008-2009) de l'école de journalisme de Nice (EDJ).
Le 10 mai 2013, il est élu « Lucarne d'or » du meilleur journaliste en bord de terrain.

## Statistiques
| Saison                | Club                  | Championnat           | Championnat | Championnat | Coupe(s) nationale(s) | Coupe(s) nationale(s) | Compétition(s) continentale(s) | Compétition(s) continentale(s) | Compétition(s) continentale(s) | Total | Total |
| Saison                | Club                  | Division              | M.          | B.          | M.                    | B.                    | Comp.                          | M.                             | B.                             | M.    | B.    |
| 1978-1979             | AS Saint-Étienne      | Division 1            | 2           | 0           | -                     | -                     | -                              | -                              | -                              | 2     | 0     |
| 1979-1980             | AS Saint-Étienne      | Division 1            | 4           | 2           | 1                     | -                     | -                              | -                              | -                              | 5     | 2     |
| 1980-1981             | AS Saint-Étienne      | Division 1            | 25          | 3           | 3                     | 1                     | C3                             | 6                              | 4                              | 34    | 8     |
| 1981-1982             | AS Saint-Étienne      | Division 1            | 18          | 5           | 6                     | 1                     | -                              | -                              | -                              | 24    | 6     |
| 1982-1983             | AS Saint-Étienne      | Division 1            | 15          | 2           | 2                     | 0                     | C3                             | 1                              | 0                              | 18    | 2     |
| Sous-total            | Sous-total            | Sous-total            | 64          | 12          | 12                    | 2                     | -                              | 7                              | 4                              | 83    | 18    |
| 1983-1984             | SC Toulon             | Division 1            | 31          | 3           | 7                     | 2                     | -                              | -                              | -                              | 38    | 5     |
| 1984-1985             | SC Toulon             | Division 1            | 17          | 3           | 1                     | 0                     | -                              | -                              | -                              | 18    | 3     |
| 1985-1986             | SC Toulon             | Division 1            | 16          | 2           | 1                     | 0                     | -                              | -                              | -                              | 17    | 2     |
| 1986-1987             | SC Toulon             | Division 1            | 20          | 3           | -                     | -                     | -                              | -                              | -                              | 20    | 3     |
| 1987-1988             | SC Toulon             | Division 1            | 16          | 5           | 1                     | 1                     | -                              | -                              | -                              | 17    | 6     |
| Sous-total            | Sous-total            | Sous-total            | 100         | 16          | 10                    | 3                     | -                              | -                              | -                              | 110   | 19    |
| 1988-1989             | FC Grenoble           | Division 2            | 8           | 1           | -                     | -                     | -                              | -                              | -                              | 8     | 1     |
| Sous-total            | Sous-total            | Sous-total            | 8           | 1           | -                     | -                     | -                              | -                              | -                              | 8     | 1     |
| 1989-1990             | Olympique Avignon     | Division 2            | -           | -           | -                     | -                     | -                              | -                              | -                              | 0     | 0     |
| 1990-1991             | Olympique Avignon     | Division 2            | 24          | 2           | 1                     | 0                     | -                              | -                              | -                              | 25    | 2     |
| Sous-total            | Sous-total            | Sous-total            | 24          | 2           | 1                     | 0                     | -                              | -                              | -                              | 25    | 2     |
| 1995-1996             | Nyons                 | Ligue Régionale       | 1           | 2           | -                     | -                     | -                              | -                              | -                              | 1     | 2     |
| Sous-total            | Sous-total            | Sous-total            | 1           | 2           | -                     | -                     | -                              | -                              | -                              | 1     | 2     |
| Total sur la carrière | Total sur la carrière | Total sur la carrière | 197         | 33          | 23                    | 5                     | -                              | 7                              | 4                              | 227   | 42    |

## Palmarès
Après avoir été champion de France de division 3 en 1980 avec l'équipe réserve de l'AS Saint-Étienne, Laurent Paganelli est champion de France en 1981, vice-champion en 1982 et finaliste de la Coupe de France en 1981 et 1982 avec l'équipe première. 
Il est le meilleur buteur du Festival international espoirs en 1982 et 3e du Festival international espoirs en 1983.

## Pour approfondir